# Giovanni Ambrogio Bevilacqua

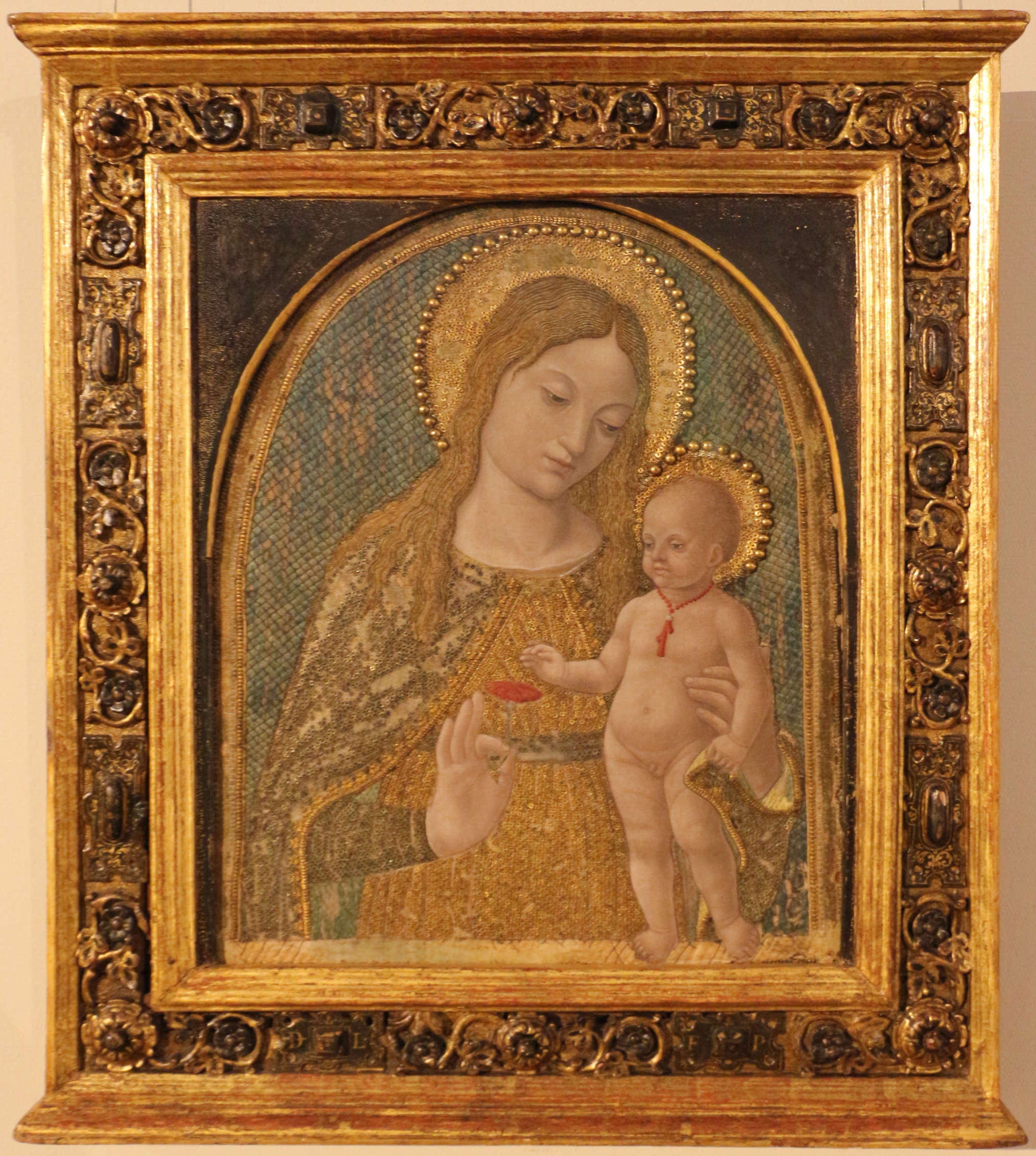
Madonna mit Kind, 1495–1499, Castello Sforzesco, Milan

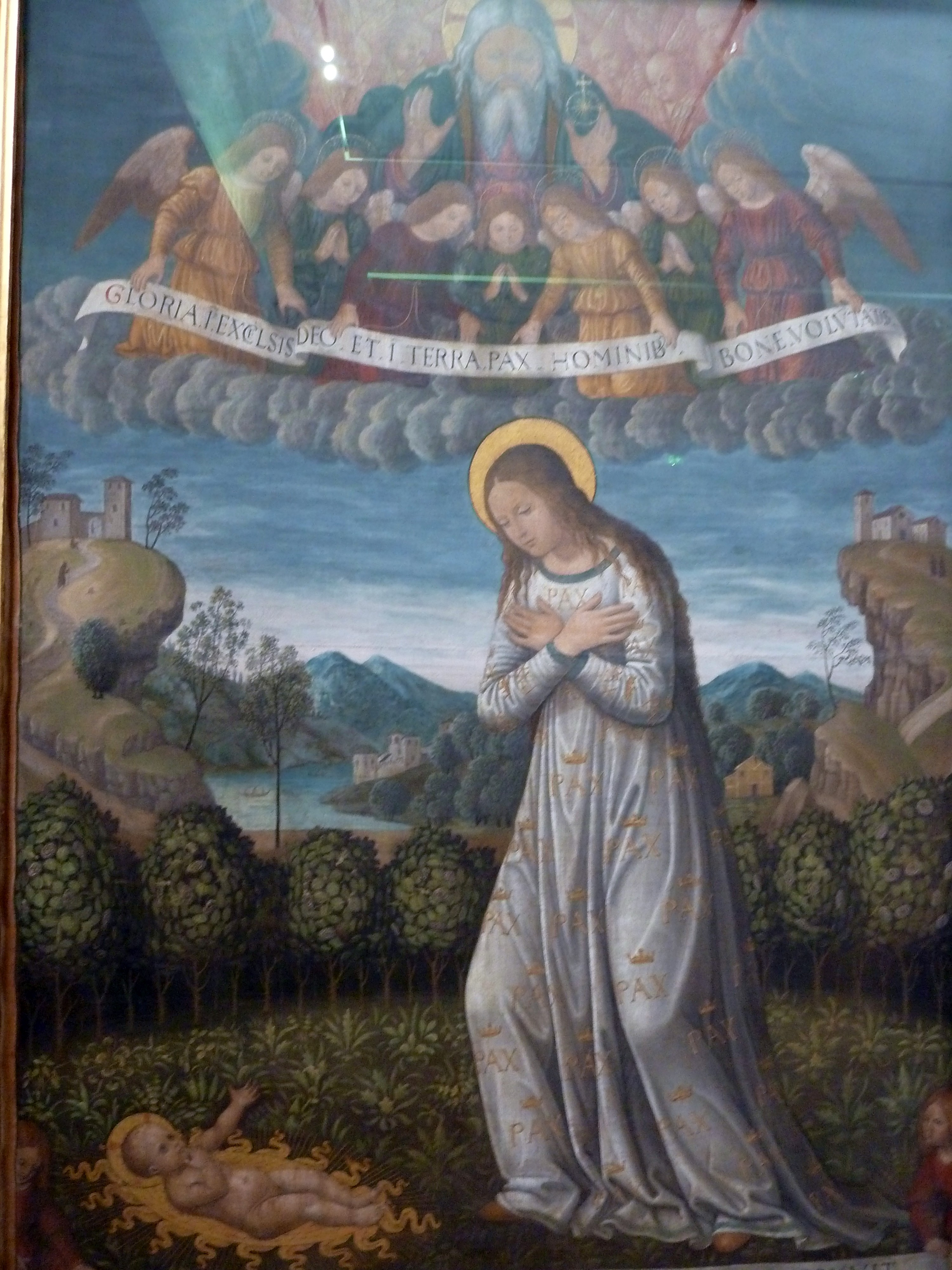
Maria, das Kind anbetend, 1500/10, Gemäldegalerie Alte Meister, Dresden

Giovanni Ambrogio Bevilacqua, auch il Liberale, bzw. Liberale Milanese (nachweisbar von 1474 bis 1516 in Mailand), war ein italienischer Maler.
Giovanni Ambrogio Bevilacqua gehört zu den Vertretern der frühen lombardischen Malschule und war vorwiegend in Mailand und Umgebung tätig. Vermutlich war er ein Schüler des Vincenzo Foppa, wurde aber auch durch Bernardino Butinone und Ambrogio da Fossano beeinflusst. Bevilacqua hielt in all seinen Werken an einer etwas altertümlichen, von tiefreligiösen Gefühlen geprägten Formensprache fest.

## Ausgewählte Werke
- Dresden, Gemäldegalerie Alte Meister
  - Maria, das Kind anbetend. um 1480 – 1490
- Luxemburg, Musée national d'histoire et d'art Luxembourg
  - Die Heilige Bernard von Siena und Johannes der Täufer. um 1490 – 1495
  - Die Heilige Hieronymus und Franziskus. um 1490 – 1495
- Mailand, Museo Bagatti Valsecchi
  - Maria mit dem Kinde.
- Mailand, Pinacoteca di Brera
  - Thronende Maria mit dem Kinde zwischen zwei Heiligen und einem Stifter.
  - Gottvater. (Fragment)
  - Der heiliger Hieronymus. (Fragment)
- Mailand, La Pinacothèque du Castello Sforzesco
  - Maria mit dem Kinde.
- Pavia, Musei civici di Pavia
  - Maria, das Kind anbetend
- New York, Metropolitan Museum of Art
  - Gottvater. (Lünette)